# Аквапім
Аква́пім, аквапем, акуапем, тві — народ групи акан у Гані.
Відносяться до негритянської раси великої негроїдної раси. 

## Територія проживання, чисельність, мова і релігія
Люди аквапім мешкають на півдні Гани, в районі Аквапімських пагорбів на північ від міста Аккра, між річками Вольта і Денсу. 
Чисельність — 530 тисяч чоловік (станом на 1985 рік). 
Мови аквапім, ашанти і ачем, часто розглядаються як діалекти мови чві (тві) — чві каса, літературна форма і писемність на латинській основі якої була створена пресвітеріанськими місіонерами на базі діалекту аквапім в кінці XIX століття.
На відміну від решти народів акан у Гані, майже всі аквапім сповідують християнство (пресвітеріани і методисти), що пов'язано з активною діяльністю європейських місіонерів у XIX столітті, центр якої перебував у районі Аквапімських пагорбів.

## Походження, господарство, культура
Аквапім переселилися на нинішню території на початку XVII століття з північного заходу, асимілювали з черепон і гуан і створили вождівство Аквапім, що входило в 1742—1826 в Конфедерацію Ашанті.
Основні заняття — ручне землеробство (ямс, маніок, рис, просо, сорго, кукурудза, банани, обробіток олійної пальми), розведення дрібної рогатої худоби та домашньої птиці, ковальство, гончарство, різьблення по дереву. Нині більшість вирощує какао і каву. 
Традиційні побут, матеріальна культура та соціальні інститути дуже близькі до ашантійських. 